# Кшиштоф Зенович
Христофор Зенович (пол. Krzysztof Zienowicz, бл. 1540 — †1614) — державний діяч Великого князівства Литовського. Навчався в університеті Цюриху. Представник литвинського роду Зеновичів-Деспотів.

## Служба
- Від 1577 р. — староста чечерський і пропойський.
- З 1585 р. — каштелян берестейський.
- З 1588 р. — воєвода берестейський.

Під час безкоролів'я належав до партії Остафія Воловича, прихильників Сигізмунда Вази. Брав участь в перемовах в Бенджині і Битомі в справі відмови Максиміліана II Габсбурга від корони Польської.
- В 1609 р. приймав короля в Сморгоні.

## Релігійні погляди
Кальвініст. Заснував кальвінський збір у Сморгоні, при якому створив бібліотеку і школу.
- В 1599 р. підписав акт конфедерації православної і протестантської шляхти проти Берестейської унії і Контрреформації.

## Господарська діяльність
Пожиттєвий власник Островця (Остромичи Шляхетські і Остромичи Королівські) в Берестейському воєводстві. Заснував в Сморгоні «паперню». Написав польською мовою трактат про сварки за спадщину Олельковичів між Христофором «Перуном» Радзивіллом та Єронімом Ходкевичем.

## Особисте життя
Він був сином Юрія Зеновича. Його діти — Миколай Богуслав, Софія.